# (249302) Ajoie
(249302) Ajoie est un astéroïde de la ceinture principale.

## Description
(249302) Ajoie est un astéroïde de la ceinture principale. Il fut découvert le 26 octobre 2008 à Vicques par Michel Ory. Il présente une orbite caractérisée par un demi-grand axe de 3,92 UA, une excentricité de 0,30 et une inclinaison de 5,6° par rapport à l'écliptique.

## Compléments